# Epyaxa
Epyaxa là một chi bướm đêm thuộc họ Geometridae.

## Các loài
- Epyaxa agelasta (Turner, 1904)
- Epyaxa centroneura (Meyrick, 1891)
- Epyaxa epia (Turner, 1922)
- Epyaxa hyperythra (Lower, 1892)
- Epyaxa lucidata Walker, 1862
- Epyaxa pyrrhobaphes (Turner, 1926)
- Epyaxa rosearia Doubleday, 1843 – Native Looper
- Epyaxa sodaliata (Walker, 1862)
- Epyaxa subidaria (Guenée, 1857) – Subidaria Moth

## Hình ảnh

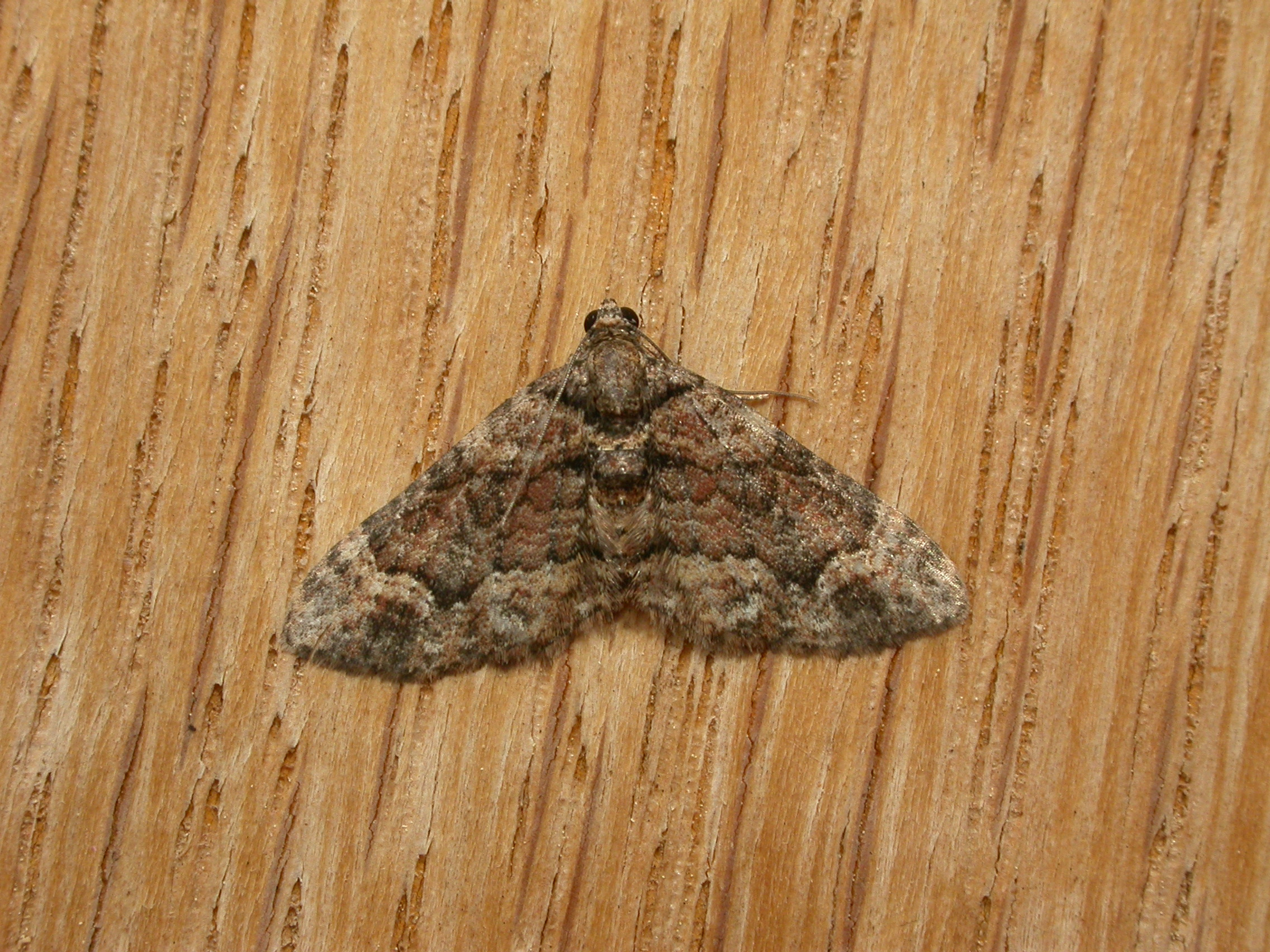